# Lumileds
Philips Lumileds Lighting là công ty sản xuất và phát triển công nghệ chiếu sáng hàng đầu thế giới, nổi tiếng với sản phẩm Luxeon LED, bán được hơn 1 triệu đơn vị trên toàn thế giới. Khởi nghiệp từ bộ phận quang điện tử (optoelectronics) của Hewlett-Packard gần 40 năm trước, ngày nay Lumiled là công ty 100% vốn tư nhân liên doanh giữa Agilent và Philips.
Hiện tại, tại Việt Nam, Lumileds được giới thiệu bằng dòng sản phẩm LUXEON thông qua công ty cổ phần thiết bị chiếu sáng Ánh Sao.